# 스쿨드
스쿨드(고대 노르드어: Skuld)는 노르드 신화의 노르닐 중 하나이다. 이름은 빚 또는 미래를 뜻한다. 울드(고대 노르드어: Urðr→운명), 베르단디(고대 노르드어: Verðandi→발생하는, 현재)와 함께 3인조를 이루어 인간들의 운명을 결정한다고 한다.

## 고 에다
스쿨드는 《고 에다》 중 〈무녀의 예언〉에서 언급된다.
무녀가 보매 발키리들이
널리 여러 곳에서 나오는데
말달려 고드트료드로
향할 준비를 마쳤도다.
스쿨드는 방패를 들고,
또 다른 이는 스코굴과
군느와 힐드와 곤둘과
게이르스코굴이 있노라.

## 신 에다
《신 에다》 중 〈길피의 속임수〉에서 스쿨드가 노르닐 중 가장 어린 존재이며, 또한 동시에 발키리이기도 하다는 것이 언급된다.
또한 〈이름의 암송〉에서 역시 스쿨드가 언급된다.
나 이제 비드리르(오딘)의
발키리들의 이름을 외우겠노니
흐리스트, 미스트, 헤르야,
흘록크, 게이라보르,
굘, 효르트리물,
군느, 헤르표투르,
스쿨드, 게이로눌,
스코굴과 란드그니드,
라드그리드, 곤둘,
스비풀, 게이르스코굴,
힐드와 스케그골드,
흐룬드, 게이르드리풀,
란드그리드와 스루드,
레긴레이프와 스베이드,
손그, 햘름트리물,
스리마와 스칼몰드.

## 같이 보기
- 아트로포스

## 참고 자료
- Orchard, Andy (1997). Dictionary of Norse Myth and Legend. Cassell. ISBN 0-304-34520-2